# Tarrant Tabor
Tarrant Tabor là một loại máy bay ném bom ba tầng cánh của Anh, được thiết kế cuối Chiến tranh thế giới I và là máy bay lớn nhất thế giới trong một thời gian ngắn.

## Quốc gia sử dụng
Anh Quốc
- Viện nghiên cứu khoa học không quân

## Tính năng kỹ chiến thuật (ước lượng)
Dữ liệu lấy từ The British Bomber since 1914
Đặc điểm tổng quát
- Kíp lái: 6
- Sức chứa: 9.000 lb
- Chiều dài: 73 ft 2 in (22,31 m)
- Sải cánh: 131 ft 3 in (40,02 m)
- Chiều cao: 37 ft 3 in (11,36 m)
- Diện tích cánh: 4.950 ft² (460 m²)
- Kết cấu dạng cánh: RAF 15
- Trọng lượng rỗng: 24.750 lb (11.250 kg)
- Trọng lượng có tải: 44.672 lb (20.305 kg)
- Động cơ: 6 × Napier Lion, 450 hp (336 kW)  mỗi chiếc
- Sức chứa nhiên liệu: 10.000 lb

 Hiệu suất bay 
- Vận tốc cực đại: trên 96 knot (110 mph, 177 km/h)
- Tầm bay: 1.043 nmi (1.200 mi, 1.932 km) ước lượng với 10.000 lb nhiên liệu và 9.000 lb hàng hóa[2]
- Thời gian bay: 12 h
- Trần bay: 13.000 ft (3.970 m)
- Tải trên cánh: 9,02 lb/ft² (44,1 kg/m²)
- Công suất/trọng lượng: 0,06 hp/lb (0,099 kW/kg)
- Lên độ cao 10.000 ft (3.050 m): 33 phút 30 giây

Trang bị vũ khí

- Bom: xấp xỉ 4.600 lb